# Райт, Чарльз Сеймур
Ча́рльз Се́ймур Райт, сэр (англ. Charles Seymour Wright; 1887—1975) — канадский учёный-физик, участник антарктической экспедиции Роберта Фолкона Скотта (1910—1913), Первой мировой войны, один из пионеров в области разработки и создания средств военной радиосвязи и радиолокации.

## Ранние годы жизни
Чарльз Сеймур Райт родился 7 апреля 1887 года в Торонто (Канада). Чарльз был вторым ребёнком в семье английских иммигрантов Альфреда и Катарины Райт. Отец работал в канадском филиале страховой компании «London and Lancashire Insurance Company». Мать — шотландка по происхождению, умерла во время родов третьим ребёнком (позже отец Райта женился повторно и у него родилось ещё трое детей).
В 1899 году Чарльз вместе со своим старшим братом был зачислен в частную школу «Upper Canada College» (Торонто), которую закончил в 1904 году «с грустью и Медалью генерал-губернатора». Из-за своей близорукости Райт не преуспел в школьных командных видах спорта, и предпочитал им спортивные занятия на открытом воздухе — много свободного времени он проводил в пеших и водных туристических походах (преимущественно вместе с братом).
Осенью 1904 года Райт поступил в Университет Торонто, где показал блестящие результаты в учёбе. В течение четырёх лет слушал углублённые курсы (Honors courses) математики и физики. Основной интерес Райт проявил к экспериментальной физике по изучению, под руководством профессора Джона Мак-Леннана, ионизирующего атмосферу «проникающего излучения» (космических лучей), природа которого тогда была неизвестна науке. В 1908 году за достигнутые результаты в этом направлении Райт стал именным стипендиатом престижнейшей Стипендии всемирной выставки 1851 года и был зачислен в Колледж Гонвилла и Киза Кембриджского университета. Осенью 1908 года он перебрался в Кембридж и вплоть до 1910 года работал над этой же темой в Кавендишской лаборатории под руководством нобелевского лауреата Джозефа Джона Томсона.
Во время работы в Кембридже Чарльз Райт познакомился и стал близким другом молодого австралийского учёного Гриффита Тейлора, вместе с которым решил принять участие в новой британской экспедиции в Антарктиду под руководством Роберта Скотта. Тейлор был принят в качестве геолога, а Райт (после собеседования с руководителем научного штата экспедиции Эдвардом Уилсоном) на должность физика и гляциолога.
В 1910 году, накануне отплытия в Антарктику, результаты своих исследований и предложенные им новые методы измерения и регистрации «проникающего излучения» Райт оставил Джозефу Томпсону для окончательного утверждения и опубликования. Однако, когда в 1913 году Райт вернулся из путешествия, его отчёт по-прежнему покоился в ящике стола Томпсона. За время его отсутствия аналогичные, но более полные, исследования были опубликованы Хансом Гейгером, чья идея прибора для измерения радиоактивности получила дальнейшее развитие.

## Путешествие в Антарктиду (1910—1913)

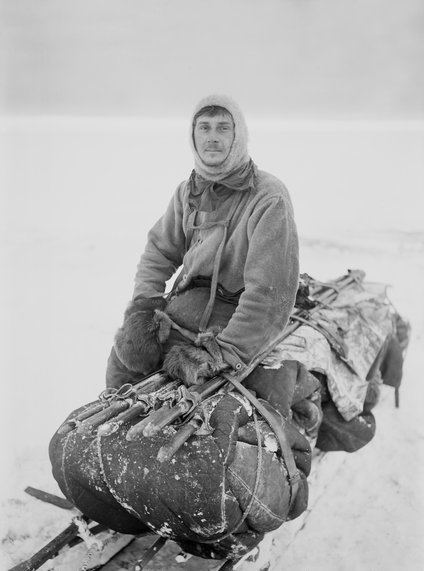
Чарльз Райт, 1911 год

Экспедиция Роберта Скотта покинула Великобританию 1 июня 1910 года и 4 января 1911 года достигла берегов Антарктиды. База экспедиции была организована на острове Росса.
Большую часть времени, провёденного в Антарктиде, Райт занимался вопросами гляциологии, магнетизма, а также ассистировал метеорологу Джорджу Симпсону (после отъезда последнего в марте 1912 года исполнял его обязанности). Ещё во время плавания в Антарктику Симпсон и Райт изучали атмосферное электричество над океаном, результаты их наблюдений были опубликованы уже в мае 1911 года.
С 27 января по 14 марта 1911 года Чарльз Райт в составе «западной партии» под руководством Гриффита Тейлора принял участие в походе к западу от острова Росса на Землю Виктории (помимо него в состав партии входили геолог Фрэнк Дебенхем и старшина Эдгар Эванс — будущий покоритель Южного полюса). Партия Тейлора провела важные геологические и гляциологические изыскания в сухих долинах Мак-Мердо (названных именами Тейлора, Райта и Виктории) и на ледниках Феррара и Кётлица, составила их точные карты.
С 1 ноября по 22 декабря 1911 года Райт входил в состав вспомогательного отряда партии Роберта Скотта, которая отправлялась к Южному полюсу. 22 декабря на широте 85°15’ (верховья ледника Бирдмора) Скотт отдал приказ Эдварду Аткинсону, Эпсли Черри-Гаррарду, Райту и Кэохэйну возвращаться на базу. Партия Райта благополучно вернулась обратно 26 января 1912 года.
17 января 1912 года, через 34 дня после Руаля Амундсена, Роберт Скотт и его партия достигла Южного полюса, однако на обратном пути погибла. 12 ноября 1912 года Чарльз Райт, в качестве участника поисковой партии из 8 человек под руководством Эдварда Аткинсона, первым обнаружил палатку с телами Скотта, Эдварда Уилсона и Генри Бауэрса:

Эта сцена до конца жизни не изгладится из моей памяти. Мы шли с собаками и видели, как Райт один вдруг свернул с курса, а за ним вправо потянулась вся партия с мулами. Он заметил, как ему показалось, гурий, а рядом что-то темное — что бы это могло быть? Недоумение переросло в предчувствие беды. Собачьи упряжки подтянулись, все остановились. Райт подошел: «Это палатка». Как он узнал — не понимаю. Представьте себе обычную снежную пустыню, справа от нас — остатки прошлогоднего гурия, небольшой холмик — и только лишь вблизи стал заметен трехфутовый бамбуковый шест, одиноко торчащий из снега, а рядом — ещё один холмик, может быть выдававшийся чуть больше…— Эпсли Черри-Гаррард
Скотт в своих дневниках очень позитивно отзывался о Чарльзе Райте:

Одним из лучших наших приобретений я считаю Райта. Он во всем крайне основателен и всегда готов абсолютно на что угодно. Подобно Боуэрсу, санная наука дается ему как утке плавание и хотя по этой части ещё не проходил суровой школы, но уверен, что выдержит её почти так же хорошо. Ничто никогда не расстраивает его, и я не могу себе представить, чтобы он был чем-нибудь недоволен.— Р. Скотт
В 1922 году по результатам работы экспедиции «Терра-Новы» Райт с соавторстве с Реймондом Пристли (геологом экспедиции) опубликовал работу «Гляциология», ставшей классикой ранних исследований в этой науке.

## Последующие годы жизни

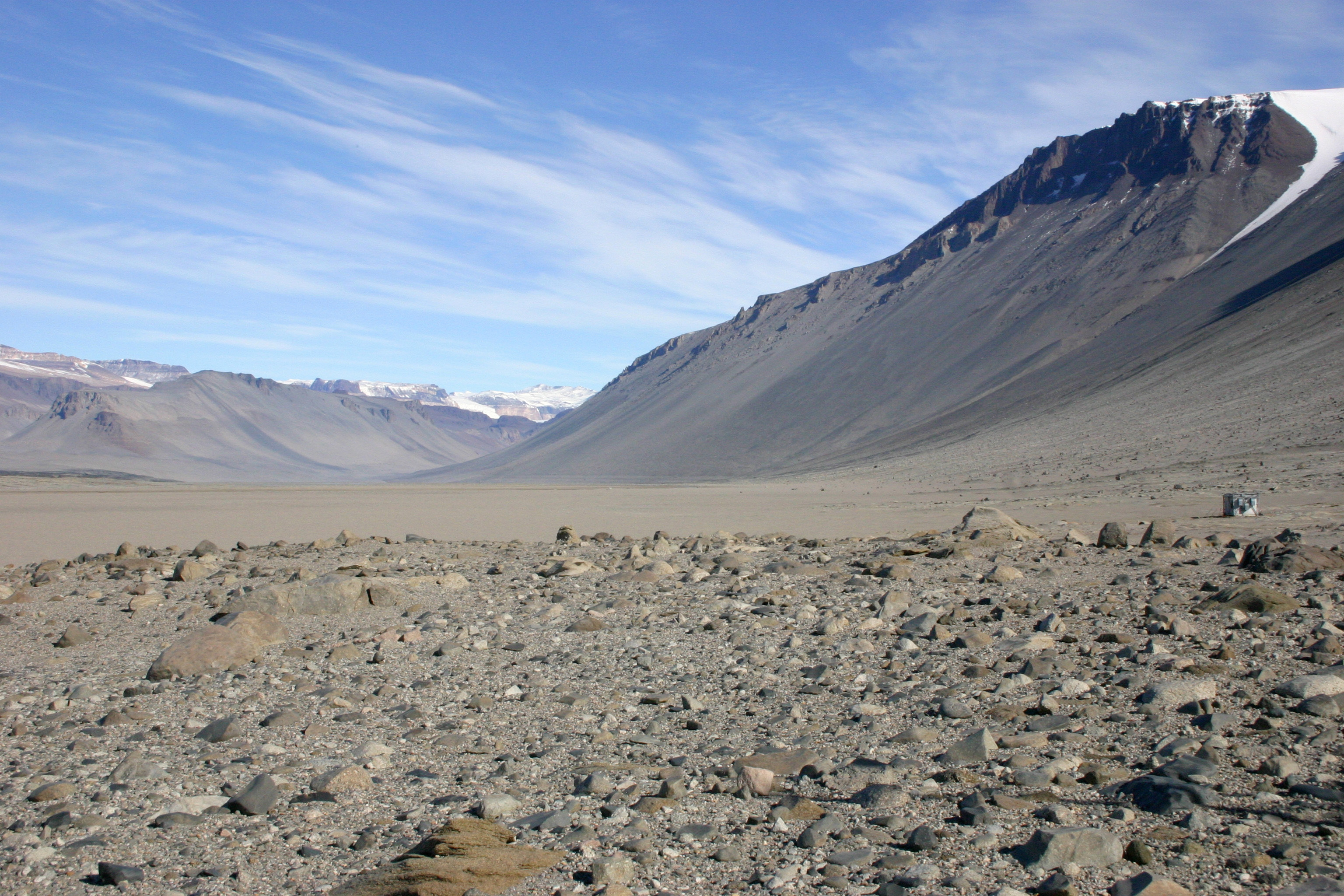
Сухая долина Райта, Антарктида

По возвращении в Англию Райт продолжил работу в Кембриджском университете, где читал лекции по картографии на факультете географии, а также работал над научным отчётом экспедиции. В 1914 году Райт женился на родной сестре Реймонда Пристли Эдит Мэри (сам Пристли женился на сестре Райта Мэри Бойд). В семье  Чарльза Сеймура родился сын Альфред, а в 1924 году — дочь Пэт.
В 1914 году Райт был призван в Королевские инженерные войска. Весной 1915 года в звании второго лейтенанта был направлен на фронт Первой мировой войны во Францию, где работал над разработкой и созданием беспроводных средств армейской связи для французских и британских сухопутных войск. Позже был переведён для дальнейшего прохождения службы в Генеральный штаб. За свои достижения и заслуги Райт был награждён Военным крестом, орденом Почётного легиона и орденом Британской империи. Войну закончил в звании майора.
После войны Райт начал работать в Научно-исследовательском департаменте при Британском Адмиралтействе в должности помощника директора. В 1929 году он был назначен руководителем проектов (англ. Superintendent) Департамента исследований Адмиралтейства в Теддингтоне, Лондон (англ. Admiralty Research Department). Во время работы на этой должности Чарльз Райт сыграл значительную роль в разработке и создании ранних систем радиолокационного обнаружения для нужд флота и военно-воздушных сил. Райт тесно сотрудничал в этой сфере с Реймондом Пристли, который был вице-канцлером Бирмингемского университета, и ещё с тремя учёными с факультета физики, которые принимали непосредственное участие в этих работах.
В 1946 году Райт возглавил вновь созданную Научную службу ВМФ Великобритании (англ.  Royal Navy Scientific Service). За свою многолетнюю службу и достижения в этом же году Чарльз Райт был награждён орденом Бани и посвящён в рыцари. В 1947 году, по достижении 60 лет, Райт оставил службу в Великобритании и переехал в Канаду на свою историческую родину. Вскоре он получил предложение из США и некоторое время проработал в Вашингтоне научным советником при Британской миссии (англ.  British Joint Services Mission). В 1951 году купил дом в Виктории, в этом же году стал директором Морской физической лаборатории Института океанографии Скриппса в Сан-Диего. Работал в этой должности до 1955 года, занимаясь вопросами радиообмена между субмаринами, изучением геомагнитного шума и сопутствующими задачами.
В 1955 году вернулся в Канаду и начал работать в Тихоокеанской военно-морской лаборатории в Эскьюмалте (неподалёку от Виктории), где занимался изучением геомагнитных флуктуаций и их связью с полярными сияниями. Эти исследования проводились совместно со Стэнфордским университетом, и в их рамках в 1960 и 1965 годах сэр Чарльз Райт снова посетил Антарктиду. Работал на антарктической станции Бэрд, посетил станцию Амундсен-Скотт, на самолёте пролетел над ледником Бирдмора и над сухой долиной Райта, названной в его честь в 1958 году.
В 1969 году Чарльз Райт окончательно отошёл от дел и переехал к своей дочери Пэт в Солтспринг-Айсленд, Британская Колумбия, где скончался 1 ноября 1975 года в возрасте 88 лет. 13 ноября 1975 года его прах был развеян над морем с борта HMCS Restigouche.